# WebBoy
WebBoy（ウェブボーイ）は、IBMが開発したDOS用のウェブブラウザである。

## 概要
WebBoyは、DOS（DOS/V）用のウェブブラウザであり、日本IBMより1997年に発売された。
WebBoyは、DOS用にもかかわらず、テキストおよびグラフィックでのWorld Wide Web表示ができたほか、メールクライアント機能を持っていた。
最初のバージョンが3.0であり、以下の2バージョンが発売された。
- IBM WebBoy for DOS Version 3.0（1997年4月発売、HTML3.2準拠、1998年10月販売停止）
- IBM WebBoy for DOS Version 4.0（1998年10月発売、遠隔操作機能・JavaScript 1.1など、2002年11月販売停止）

日本語表示に関してはUnicodeに対応していない。

## 備考
日本IBMはWebBoyを、DOSしか動かない古いパーソナルコンピュータをインターネット端末として再活用するための「リサイクルウェア」の第一弾とした。2000年3月にはPC DOS 2000とのバンドル・パッケージ「グリーン・ソフトウェア・パッケージ」も発表された。
WebBoyは日本IBMが日本独自に開発したソフトウェアで、日本以外では販売されていない。
1997年に書籍「WebBoy活用術―DOSマシンをインターネット専用機に変える」（ソフトバンク）が出版された。